# آغاري عبد الله
آغاري عبد الله (9 يوليو 1991 بسنغافورة - ) هو لاعب كرة قدم سنغافوري في مركز الوسط. لعب مع باليستيير خالسا وليونز تويلف وهاوجانج يونايتد ويانج لايونز.